# Districte administratiu d'Interlaken-Oberhasli

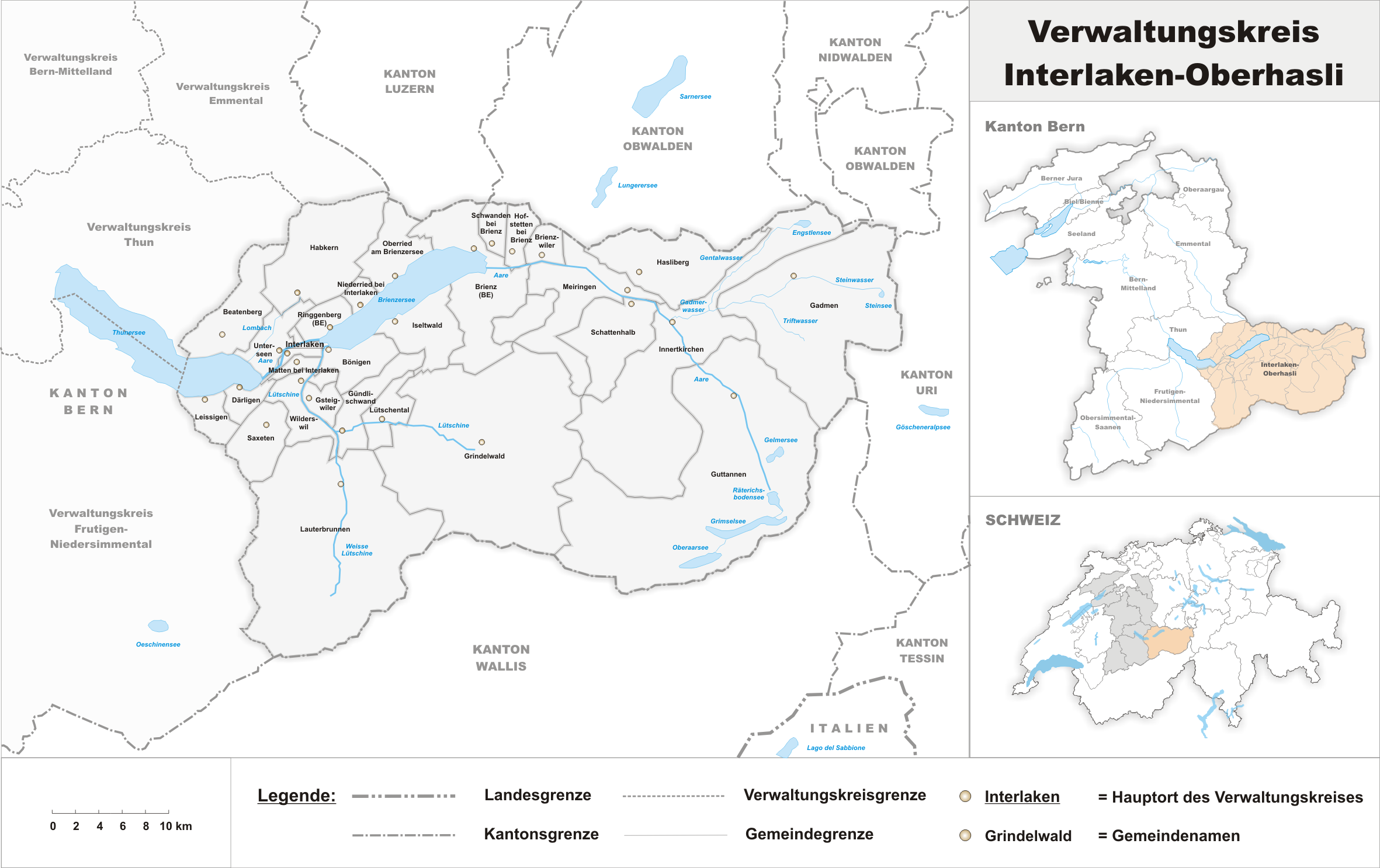
Mapa d'Interlaken-Oberhasli

El Districte administratiu d'Interlaken-Oberhasli és un dels 10 Districtes administratius del Cantó de Berna a Suïssa.
Es tracta d'un districte germanòfon i com la resta fou creat el dia 1 de gener de 2010 a partir de dos antics districtes, concretament el de Interlaken i una part de Oberhasli.
El municipi d'Interlaken és el cap del nou districte, que compta amb un total de 29 municipis i una població de 48763 habitants (a 31 de desembre de 2008), per a una superfície de 1231,5 km².

## Llista de municipis
| Escut                     | Municipi                  | Habitants (31 de desembre de 2008) | Superfície en km² |
| ------------------------- | ------------------------- | ---------------------------------- | ----------------- |
| Beatenberg                | Beatenberg                | 1153                               | 29.2              |
| Bönigen                   | Bönigen                   | 2383                               | 15.1              |
| Brienz                    | Brienz                    | 2996                               | 48.0              |
| Brienzwiler               | Brienzwiler               | 533                                | 17.6              |
| Därligen                  | Därligen                  | 401                                | 6.9               |
| Gadmen                    | Gadmen                    | 248                                | 116.4             |
| Grindelwald               | Grindelwald               | 3826                               | 171.1             |
| Gsteigwiler               | Gsteigwiler               | 425                                | 7.0               |
| Gündlischwand             | Gündlischwand             | 282                                | 16.9              |
| Guttannen                 | Guttannen                 | 313                                | 200.7             |
| Habkern                   | Habkern                   | 624                                | 51.1              |
| Hasliberg                 | Hasliberg                 | 1237                               | 41.7              |
| Hofstetten bei Brienz     | Hofstetten bei Brienz     | 579                                | 8.7               |
| Innertkirchen             | Innertkirchen             | 875                                | 120               |
| Interlaken                | Interlaken                | 5319                               | 4.4               |
| Iseltwald                 | Iseltwald                 | 397                                | 21.9              |
| Lauterbrunnen             | Lauterbrunnen             | 2452                               | 164.4             |
| Leissigen                 | Leissigen                 | 938                                | 10.4              |
| Lütschental               | Lütschental               | 238                                | 12.4              |
| Matten bei Interlaken     | Matten bei Interlaken     | 3676                               | 6.0               |
| Meiringen                 | Meiringen                 | 4489                               | 40.7              |
| Niederried bei Interlaken | Niederried bei Interlaken | 335                                | 6.8               |
| Oberried am Brienzersee   | Oberried am Brienzersee   | 492                                | 20.0              |
| Ringgenberg               | Ringgenberg               | 2709                               | 8.7               |
| Saxeten                   | Saxeten                   | 2709                               | 19.2              |
| Schattenhalb              | Schattenhalb              | 609                                | 31.5              |
| Schwanden bei Brienz      | Schwanden bei Brienz      | 614                                | 7.1               |
| Unterseen                 | Unterseen                 | 5453                               | 14.1              |
| Wilderswil                | Wilderswil                | 2458                               | 13.5              |
|                           | Total: 29                 | 48.763                             | 1.231,5           |